# 札幌市立真駒内緑小学校
札幌市立真駒内緑小学校（さっぽろしりつ まこまないみどりしょうがっこう）は、北海道札幌市南区真駒内幸町に存在した公立小学校。札幌市立真駒内曙小学校に続いて1973年に開校された。少子高齢化の影響を受けて2007年から統合が検討され、2012年に札幌市立真駒内桜山小学校に統合される形で閉校した。2015年以降、校舎は子どもを中心とした連携施設「まこまる」に再利用されている。

## 歴史
1957年に連合国軍最高司令官総司令部から北海道へ返還された真駒内地域は急速な開発が進められ、児童数が80年代前半まで増加の一途を辿った。1961年の札幌市立真駒内小学校、1966年の札幌市立真駒内南小学校、1968年の札幌市立真駒内曙小学校に続き、第四の小学校として真駒内緑小学校が開校された。開校当初の児童数は600人強であった。1972年札幌オリンピックの選手村サービスセンターを改装して校舎とし、校歌に「五輪をしのぶ 校章に」と歌ったように、札幌オリンピックのエンブレムにも使われた初雪紋を校章に取り入れた。また、1972年夏季オリンピックの開催地であるドイツ・ミュンヘン市のオリンピック関連施設に隣接して建てられたディーゼル通り小学校と、1976年に姉妹校提携を結んだ。
真駒内緑小学校の児童数は単調増加し、1976年度に真駒内小学校と真駒内南小学校を抜き去り、翌年度に児童数1000人を突破。当時唯一児童数が1200人を超えていた真駒内曙小学校にも1979年度に肉薄し、1982年度に追い抜いて約1300人でピークに達した。1982年は真駒内地域の児童数もピークであった。
しかし札幌市立澄川南小学校が開校された1983年度以降、真駒内緑小学校の児童数は減少を始める。1986年度までに真駒内緑小学校の児童数は真駒内曙と真駒内南を下回り、翌年度に1000人を割った。真駒内南と5年間競り合いながら児童数を減らし、1993年度には600人を割った。1997年度には過去最低水準となる約400人まで落ち込んだ。
それ以降、真駒内地域の他3校の児童数が減少する中、2000年代前半に唯一児童数の回復を見せたのが真駒内緑小学校であった。2001年には4校の中で児童数第1位に返り咲き、2004年度には600人弱まで回復した。2008年度には400人強まで再び減少したが、依然4校のうちで最多の児童数を維持している。
札幌市は少子高齢化による児童数減少を鑑み、十分な教育効果を得るべく、真駒内をはじめとする三地域での小学校の統合を2007年に検討した。2008年からは「小規模校検討委員会」が発足して開校時期や通学区域などの検討を行った。2011年、真駒内緑小学校は真駒内南小学校と統合して札幌市立真駒内桜山小学校が開校されることに決定し、同年に2校の児童で交流会が開かれた。閉校式は2012年2月17日に挙行された。
2012年3月に閉校。2015年4月、旧校舎を利用して、子どもを中心とする連携・交流の場として「まこまる」が開設された。「まこまる」内には南区の保育・子育て支援センターや札幌市立大学のプロジェクトが設置されている。